# Dichorisandra hexandra
Dichorisandra hexandra är en himmelsblomsväxtart som först beskrevs av Jean Baptiste Christophe Fusée Aublet, och fick sitt nu gällande namn av Paul Carpenter Standley. Dichorisandra hexandra ingår i släktet Dichorisandra och familjen himmelsblomsväxter. Inga underarter finns listade.